# S.O.S Chasseurs de monstres
Pour plus de détails, voir Fiche technique et Distribution.
S.O.S. Chasseurs de monstres (Monsters at Large) est un téléfilm américain réalisé par Jason Murphy, diffusé le 13 mars 2018 aux États-Unis.
Il y comprend en vedette : Mischa Barton, ainsi que l’acteur icône des Power Rangers Austin St. John, la célèbre chanteuse Tara McDonald et Stephen Tobolowsky.
Il obtient une première diffusion française le 31 octobre 2018 sur Gulli.

## Synopsis
Un groupe d’enfants créée une organisation, afin de se débarrasser des monstres qui hantent les lits du voisinage.

## Distribution
- Mischa Barton : Katie Parker
- Austin St. John : Sean Parker
- Tara McDonald : Ashley
- Stephen Tobolowsky : Mr Phillips